# Rodd vid olympiska sommarspelen 1972
Rodd vid olympiska sommarspelen 1972 avgjordes i München i Tyskland.

## Medaljörer
| Event                         | Guld | Silver | Brons |
| Singelsculler Detaljer...     | Jurij Malysjev (URS) | Alberto Demiddi (ARG) | Wolfgang Güldenpfennig (GDR) |
| Dubbelsculler Detaljer...     | Aleksandr Timosjinin och Gennadi Korsjikov (URS)                                                                             | Frank Hansen och Svein Thøgersen (NOR)                                                                                           | Joachim Böhmer och Hans-Ulrich Schmied (GDR) |
| Tvåa utan styrman Detaljer... | Siegfried Brietzke och Wolfgang Mager (GDR)                                                                                  | Heinrich Fischer och Alfred Bachmann (SUI)                                                                                       | Roel Luynenburg och Ruud Stokvis (NED) |
| Tvåa med styrman Detaljer...  | Östtyskland Wolfgang Gunkel Jörg Lucke Klaus-Dieter Neubert                                                                  | Tjeckoslovakien Oldřich Svojanovský Pavel Svojanovský Vladimír Petříček                                                          | Rumänien Ștefan Tudor Petre Ceapura Ladislau Lovrenschi |
| Fyra utan styrman Detaljer... | Östtyskland Frank Forberger Frank Rühle Dieter Grahn Dieter Schubert                                                         | Nya Zeeland Dick Tonks Dudley Storey Ross Collinge Noel Mills                                                                    | Västtyskland Joachim Ehrig Peter Funnekötter Franz Held Wolfgang Plottke                                                                                          |
| Fyra med styrman Detaljer...  | Västtyskland Peter Berger Hans-Johann Färber Gerhard Auer Alois Bierl Uwe Benter                                             | Östtyskland Dietrich Zander Reinhard Gust Eckhard Martens Rolf Jobst Klaus-Dieter Ludwig                                         | Tjeckoslovakien Otakar Mareček Karel Neffe Vladimír Jánoš František Provazník Vladimír Petříček                                                                   |
| Åtta med styrman Detaljer...  | Nya Zeeland Tony Hurt Wybo Veldman Dick Joyce John Hunter Lindsay Wilson Athol Earl Trevor Coker Gary Robertson Simon Dickie | USA Lawrence Terry Franklin Hobbs Pete Raymond Tim Mickelson Gene Clapp Bill Hobbs Cleve Livingston Mike Livingston Paul Hoffman | Östtyskland Hans-Joachim Borzym Jörg Landvoigt Harold Dimke Manfred Schneider Hartmut Schreiber Manfred Schmorde Bernd Landvoigt Heinrich Mederow Dietmar Schwarz |

## Medaljtabell
| Pl.    | Nation          | Guld | Silver | Brons | Totalt |
| ------ | --------------- | ---- | ------ | ----- | ------ |
| 1      | Östtyskland     | 3    | 1      | 3     | 7      |
| 2      | Sovjetunionen   | 2    | 0      | 0     | 2      |
| 3      | Nya Zeeland     | 1    | 1      | 0     | 2      |
| 4      | Västtyskland    | 1    | 0      | 1     | 2      |
| 5      | Tjeckoslovakien | 0    | 1      | 1     | 2      |
| 6      | Argentina       | 0    | 1      | 0     | 1      |
| 6      | Norge           | 0    | 1      | 0     | 1      |
| 6      | Schweiz         | 0    | 1      | 0     | 1      |
| 6      | USA             | 0    | 1      | 0     | 1      |
| 10     | Nederländerna   | 0    | 0      | 1     | 1      |
| 10     | Rumänien        | 0    | 0      | 1     | 1      |
|        |                 |      |        |       |        |
| Totalt | Totalt          | 7    | 7      | 7     | 21     |